# 43957 Invernizzi
43957 Invernizzi este un asteroid din centura principală de asteroizi.

## Descriere
43957 Invernizzi este un asteroid din centura principală de asteroizi. A fost descoperit pe 7 februarie 1997 la Sormano de Piero Sicoli și Francesco Manca. Asteroidul prezintă o orbită caracterizată de o semiaxă mare de 2,56 ua, o excentricitate de 0,15 și o înclinație de 8,5° în raport cu ecliptica.